# Sanctanus lepidellus
Sanctanus lepidellus är en insektsart som beskrevs av Carl Stål 1862. Sanctanus lepidellus ingår i släktet Sanctanus och familjen dvärgstritar. Inga underarter finns listade i Catalogue of Life.